# Іркуйєм

Червоним кольором позначені Карагінський, Олюторський та Тигільський райони Камчатського краю — місця найбільш ймовірного гіпотетичного мешкання іркуйєма

Ірку́йєм — криптид, гіпотетична тварина, яка нібито мешкає (чи до недавнього часу мешкала) на Чукотці та в прилеглих районах Камчатки. Являє собою ведмедя дуже великих розмірів, що помітно відрізняється як від бурого, так і від білого ведмедів статурою та окрасом.

## Відомості
У другій половині 1960-х років з Чукотки почали надходити повідомлення про гігантських ведмедів, що за середньою вагою вдвічі чи навіть втричі більші за середнього бурого ведмедя, а крім того відрізняються незвичайним виглядом. Одна з перших статей про цей феномен вийшла в журналі «Навколо світу» № 1 и 2 за 1968 рік. Деякі дослідники-ентузіасти розповідали, що легенди про незвичайних велетенських агресивних ведмедів з давніх часів побутували серед чукчів та місцевих ескімосів. Так, з'являлась інформація, що геологи здобули такого ведмедя, прийнявши його за бурого ведмедя-виродка (особину з вродженими недоліками). В районі озера Ельгигитгин кілька разів таких ведмедів зустрічали місцеві оленеводи. Крім того, є відомості, що досить великі особини ведмедів дивної зовнішності здобували у 1976, 1980 та 1982 роках у Олюторському, Карагінському і Тигільському районах Камчатки
У 1920-х роках шведський зоолог Стен Бергман, дослідивши велетенську шкуру ведмедя незвичайного вигляду, яку він отримав на Камчатці, заявив про існування нового підвиду бурого ведмедя Ursus arctos piscator (так званого ведмедя Бергмана).
Гіпотеза про існування іркуйєма знаходилася на піку популярності у другій половині 1980-х років. Не в останню чергу це було зумовлено активною діяльністю камчатського ентузіаста Родіона Миколайовича Сиволобова, який вів переписку з цілим рядом радянських вчених та видавництв. Ця переписка свого часу отримала значний резонанс. Сиволобов стверджував, що не тільки сам бачив звіра, але й став власником його черепа і шкури, демонструючи чорно-білу світлину ведмежої шкури незвично світлого окрасу з аномально широкою задньою частиною. Він стверджував, що аборигени Камчатки неодноразово розповідали йому про гігантського ведмедя незвичної зовнішності, що інколи вчиняє напади на стада оленів. Камчадали (зі слів Сиволобова) відчували забобонний страх перед цим звіром. Чукчі й коряки називали цю тварину «ірку́йєм», що буквально означало «той, що волочиться по землі» (або «той, що волочить по землі штани»). Коряки Тигільського району, начебто застосовували до звіра також назву «кайнин-кутх» (дослівно «ведмідь-бог»). Сиволобов припускав, що іркуйєм міг бути невідомим науці видом сімейства ведмедевих, що знаходиться на межі повного зникнення. Місцевості, де мешкали останні представники цього виду ймовірно знаходяться у Олюторському, Карагінському і Тигільському районах Камчатки.
Статті про загадкового ведмедя з'являлися у 1986-1987 роках не тільки в місцевій пресі (газетах «Корякський комуніст» та «Камчатський комсомолець»), але й у газеті «Правда», а також журналах «Навколо світу» та «Охота». У 1988 році студія «Київнаукфільм» відзняла фільм про тваринний світ Камчатки — «Куди пішов іркуйєм?» (рос. «Куда ушёл иркуйем?»), основою сюжету якого була проблема ведмедя-криптида.

## Ймовірний зовнішній вигляд
Реконструкція ймовірної зовнішності іркуйєма, заснована на чутках, легендах та непідтверджених свідоцтвах різного ступеня достовірності дає образ дуже крупного ведмедя, приблизно вдвічі більшого за розміром, ніж бурий (вага іркуйєма оцінювалася у 800—1000 кг). Передні лапи звіра потужні, але викривлені. Задні лапи відносно передніх набагато коротші і також суттєво викривлені, так що під час ходьби іркуйєм дуже низько опускає зад, майже волочить його. Це враження посилюється через важку нижню частину тіла, на зразок курдюка, що сильно провисає. Окрас шкури іркуйєма набагато світліший, ніж у бурого ведмедя — майже сірий. Рухи іркуйєма повільні і незграбні. При зустрічі з людьми великий розмір, короткі лапи й відвислий зад не дають йому можливості швидко втекти.

## Достовірність інформації та гіпотези

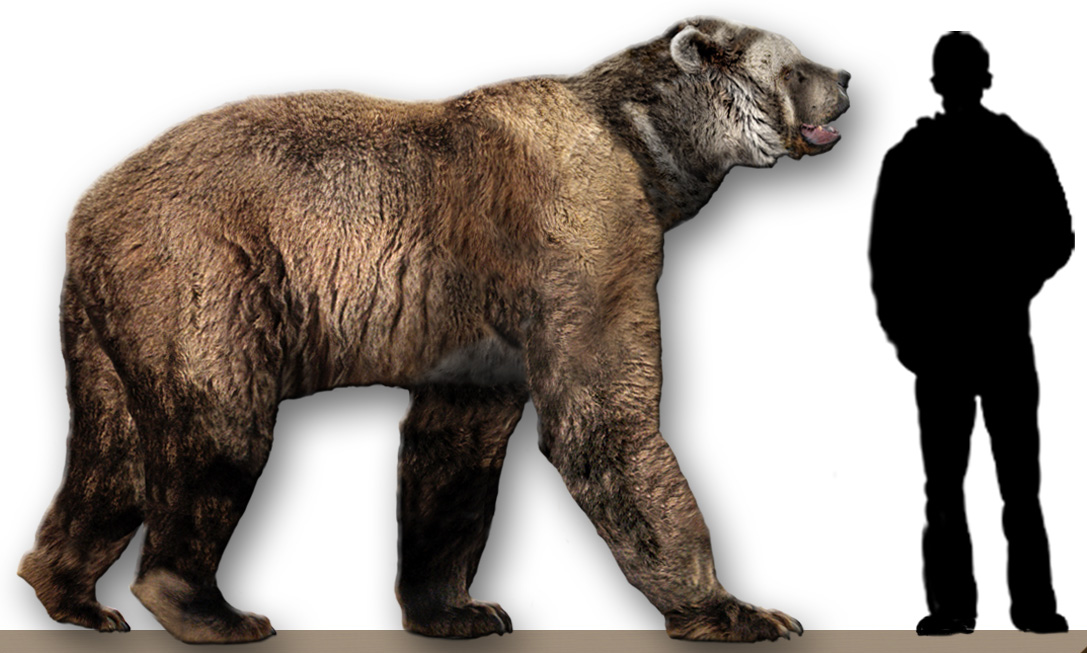
Порівняння розмірів вимерлого короткомордого ведмедя (гіпотетичного іркуєма) з людиною

У правдоподібності повідомлень Сиволобова існують серйозні сумніви, а шкура і череп, що знаходилися в нього з високим ступенем ймовірності (за думкою ряду авторів) належать просто крупному бурому ведмедю.
Існує думка, що гігантські ведмеді, які дійсно інколи трапляються на Чукотці й Камчатці є ніщо інше як аляскинські грізлі (підвид бурого ведмедя, що відрізняється особливо великим розміром), що подолали Берингову протоку.
Крім того, існують припущення, що ведмеді незвичайної зовнішності могли бути виродками (особинами з вродженими недоліками) або гроларами (надзвичайно рідкісними випадками гібридизації білих і бурих ведмедів). В обох випадках вони були мало життєздатні і ймовірно швидко гинули. Деякі вчені у 1980-ті роки припускали, що іркуйємом міг бути гігантським північноамериканським короткомордим ведмедем, що дожив до наших днів. Цей варіант є малоймовірним через те, що викопні рештки короткомордих ведмедів невідомі на території Сибіру.